# Zentrale Institute des Sanitätsdienstes der Bundeswehr
Die beiden Zentralen Institute des Sanitätsdienstes der Bundeswehr (ZInstSanBw) sind dem Kommando Sanitätsdienst der Bundeswehr direkt nachgeordnet. Jedes Institut hat einen eigenen Arbeitsschwerpunkt. Das Institut in Kronshagen bei Kiel hat den Schwerpunkt Veterinärmedizin und das Institut in München den Schwerpunkt Chemie mit den Teilbereichen Lebensmittelchemie und Pharmazie. Jedes Institut ist in mehrere Abteilungen unterteilt.
Das ehemalige Institut in Koblenz hatte den Schwerpunkt Humanmedizin.
Entsprechend der Bedeutung der Institute entspricht der Dienstposten des Institutsleiters in der Regel der Besoldungsgruppe B 3 (Oberst auf herausgehobenem Dienstposten). Bei der Besetzung dieses Dienstpostens werden insbesondere die jeweiligen Aufgabenschwerpunkte berücksichtigt:
- Kiel (Schwerpunkt Veterinärmedizin): Oberstveterinär
- München (Schwerpunkt Pharmazie, Lebensmittelchemie): Oberstapotheker, Flottenapotheker

## Zentrales Institut des Sanitätsdienstes der Bundeswehr Koblenz (aufgelöst)

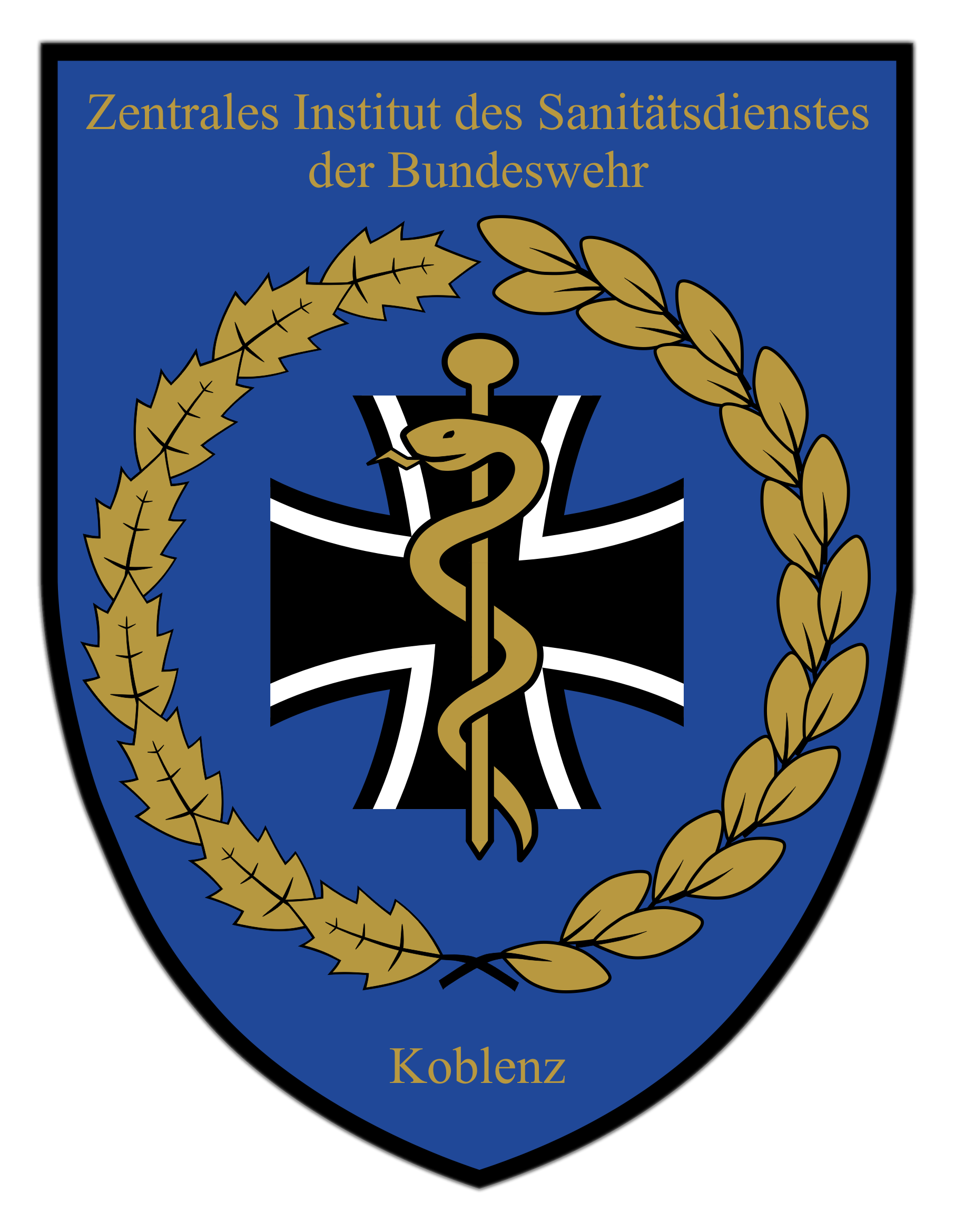
Wappen mit Schriftzug vom Zentralen Institut des Sanitätsdienstes Koblenz

### Geschichte
Der Bundesminister der Verteidigung (Franz Josef Strauß) erteilte am 10. Dezember 1958 den Befehl, in Koblenz ein „Hygienisch-Medizinisches Institut“ aufzustellen. Nach der Räumung durch das französische Militär wurden die Dienstgebäude am Zentralplatz vier Jahre später bezogen. Im folgenden Jahr wurde das noch junge Institut in „Institut für Wehrmedizin und Hygiene“ umbenannt und erhielt damit erstmals einen offiziellen Titel. Infolgedessen entwickelte es sich sehr rasch, und um räumlich handlungsfähig zu bleiben, mussten Teile (Abteilung Wehrphysiologie und Hygiene) nach Koblenz-Moselweiß umziehen. Im Jahr 1967 verlieh der damalige Inspekteur des Sanitäts- und Gesundheitswesens, Generaloberstabsarzt Hockemeyer, die Zusatzbezeichnung „Ernst-Rodenwaldt-Institut“, aufgrund der NS-Vergangenheit des Namensgebers entfiel dieser Beiname 1998. In den nächsten Jahren konnten eine Laborabteilung für Elektromikroskopie und eine fachwissenschaftliche Bibliothek eingerichtet werden. Das Institut wurde 1982 umgegliedert, die Abteilung Klinische Chemie wurde aufgelöst, die Abteilung Pathologie an das Bundeswehrzentralkrankenhaus abgegeben und die Abteilungen Bakteriologie und Virologie wurden zur Medizinischen Mikrobiologie zusammengefasst. Die Veterinärmedizinische und die Chemische Untersuchungsstelle des Wehrbereichs IV wurden dem Institut 1985 angegliedert, sie verblieben aber in ihren angestammten Betriebsstätten in Mainz bzw. Koblenz-Pfaffendorf. Gleichzeitig bekam das Institut den Namen „Zentrales Institut des Sanitätsdienstes der Bundeswehr Koblenz“, welchen es noch heute führt. Die Orientierung wandelte sich 1993 abermals, nun gehörten zum Institut vier Abteilungen, wobei sich in den Abteilungen I bis III die drei Approbationsrichtungen – Medizin, Veterinärmedizin und Pharmazie/Lebensmittelchemie – wiederfanden und die nur einmal in der Bundeswehr vorhandene Medizinische Wehrergonomie den Status einer eigenen Abteilung erhielt. Ebenfalls zog das Institut in die Rhein-Kaserne und die Abteilung V „Blutspendedienst der Bundeswehr“ erweiterte die Abteilungszahl auf den bis heute gültigen Stand.
Gemäß der Neuausrichtung der Bundeswehr wurde das Institut im September 2017 aufgelöst. Die Laborabteilung III wurde dem Zentralen Institut des Sanitätsdienstes der Bundeswehr München als Außenstelle hinzugefügt, die Laborabteilung V wurde Bestandteil des Bundeswehrzentralkrankenhauses, die Laborabteilungen I und IV wurden zum neuen Institut für Präventivmedizin der Bundeswehr (mit Anteilen anderer Einheiten).

### Struktur und Aufgabenverteilung
Das Institut verfügt über eine spezielle laborgestützte Diagnostik von Infektionskrankheiten, zu der unter anderem die telemikrobiologische Betreuung der Einsatzlazarette gehört. Des Weiteren beschäftigt es sich mit immunologische, molekularbiologische und elektronenoptische Untersuchungsverfahren.

#### Stabsgruppe
Der Stab übernimmt die administrative Führung des Institutes und ist für alle nichtwissenschaftlichen Belange zuständig.

#### Laborabteilung I
Die Abteilung I – Medizin – erarbeitet Maßnahmen zur Gesundheitsvorsorge, zum Beispiel in den Bereichen Krankenhaushygiene sowie Schädlingserkennung und -bekämpfung.

#### Laborabteilung II
Die Mitarbeiter der Abteilung II – Veterinärmedizin – die sich in Mainz (Kurmainz-Kaserne) befindet, untersuchen im Schwerpunkt Lebensmittel tierischer Herkunft sowie Trinkwasser unter mikrobiologischen Aspekten.

#### Laborabteilung III
Die Untersuchung und Begutachtung von Lebensmitteln, Bedarfsgegenständen und Trinkwasser unter chemischen Gesichtspunkten ist Aufgabe der Abteilung III – Lebensmittelchemie und Ökochemie.

#### Laborabteilung IV
In der Abteilung IV – Wehrmedizinische Ergonomie und Leistungsphysiologie – werden Forschungs- und Entwicklungsvorhaben wissenschaftlich bearbeitet, die sich mit der Optimierung des Arbeitsplatzes, des Materials, der Ausrüstung und der Bekleidung der Soldaten beschäftigen.

#### Laborabteilung V
Pro Jahr generiert die Abteilung V – Blutspendedienst – über 35.000 freiwillige Blutspenden von Soldaten und zivilen Mitarbeitern der Bundeswehr und verarbeitet diese zu Blutprodukten, die den Einsatzlazaretten und Bundeswehrkrankenhäusern zur Verfügung gestellt werden. In der Außenstelle der Abteilung V am Standort München werden Blutgruppenbestimmungen für das gesamte Personal der Bundeswehr durchgeführt.

### Verbandsabzeichen
Das Verbandsabzeichen des Institutes zeigt auf einem mittelblauen Schild das Eiserne Kreuz und davor einen Aeskulapstab mit Spiegel und gewundener Schlange in Gold. Sie werden von je einem halben Eichen- und Lorbeerkranz in Gold umrahmt, der unten geschlossen und oben offen ist.
Bei der Version des Verbandsabzeichens, die an der Uniform getragen werden darf, steht zusätzlich oben in goldenen Lettern „Zentrales Institut des Sanitätsdienstes der Bundeswehr“ und unterhalb des Lorbeerkranzes „Koblenz“.
Das Verbandsabzeichen ist abgeleitet von einem Emblem, das Offiziere und Soldaten des Sanitätsdienstes bei Aufstellung der Bundeswehr getragen haben. Das Eiserne Kreuz in der Mitte stellt die Deutschen Streitkräfte dar, für die das durch den Aeskulapstab mit Schlange symbolisierte Institut mit seinen vielfältigen Aufgaben tätig ist. Der blaue Grund zeigt die Einbettung des Institutes als zentrale Dienststelle in den Sanitätsdienst der Bundeswehr. Eichen- und Lorbeerkranz sollen traditionsgemäß an die Leistungen des Sanitätsdienstes in der Vergangenheit erinnern.
Der Zusatz „Koblenz“ grenzt das Institut von den gleichnamigen Schwesterinstituten ab.

## Zentrales Institut des Sanitätsdienstes der Bundeswehr Kiel

### Struktur und Aufgabenverteilung
Das Zentrale Institut des Sanitätsdienstes der Bundeswehr in Kiel unterstützt zusätzlich zu seinen Aufgaben im Rahmen des öffentlich, rechtlichen Auftrages besonders die schwimmenden Einheiten der Marine, die Bundeswehrkrankenhäuser und Facharztzentren sowie das Verpflegungsamt in Oldenburg mit dem Schwerpunkt Einsatzverpflegung.

#### Abteilung A – Veterinärmedizin
Die Abteilung A – Veterinärmedizin führt Untersuchungen von Lebensmitteln, Bedarfsgegenständen und Futtermitteln sowie von Trink- bzw. Badewasser durch. Für die verschiedenen Aufgabenbereiche steht ein breites Untersuchungsspektrum mit mikrobiologischen, sensorischen, histologischen, immunologischen, molekularbiologischen, und parasitologischen Prüfungen zur Verfügung.

#### Abteilung B – Lebensmittelchemie/Ökochemie
Diese Abteilung stellt durch Untersuchung von Lebensmitteln, Bedarfsgegenständen und Trinkwasser den vorbeugenden Gesundheitsschutz sicher. Zum Leistungsspektrum gehören chemisch-toxikologische Untersuchungen und die weltweite Überprüfung der Wassergewinnungsanlagen der Schiffe und Boote der Marine.

#### Abteilung C - Tiergesundheit und Zoonosen
Die Abteilung C ist das der Bereich für Fragestellungen zur veterinärmedizinischer Diagnostik im Einsatz sowie Untersuchungen im Rahmen der Tiergesundheit und Zoonosen.

## Zentrales Institut des Sanitätsdienstes der Bundeswehr München

### Geschichte
Die Anfänge der sanitätsdienstlichen Untersuchungseinrichtungen im Standort München reichen zurück bis in das Jahr 1958. Damals wurden die Chemische und die Veterinärmedizinische Untersuchungsstelle im Wehrbereich VI mit Sitz in der Dachauer Straße 128 in München aufgestellt.
Zum 1. April 1965 wurde die Chemischen Untersuchungsstelle in das Institut für Wehrpharmazie und Lebensmittelchemie mit den Abteilungen Pharmazie, Lebensmittelchemie und Toxikologie umgegliedert.
1967 kam die Medizinische Untersuchungsstelle in der Tengstraße dazu.
1985 wurden die drei selbstständigen Dienststellen zum Zentralen Institut des Sanitätsdienstes der Bundeswehr München zusammengefasst; es gliederte sich in sieben Fachbereiche: Pharmazie, Lebensmittelchemie, Ökochemie, Radiochemie und Radiologie, Kampfstoffanalytik, Medizin und Veterinärmedizin.
Im April 1993 wurde der Standort Garching bei München für einen Institutsneubau festgelegt, im September 1998 erfolgte die Übergabe an den Nutzer. Ende Juli 1999 zogen die Abteilungen und die Stabsgruppe in der Liegenschaft Hochbrück, seit 2019 Christoph-Probst-Kaserne, auf der Fröttmaninger Heide ein.
In den neunziger Jahren und 2004 erfolgten am neuen Standort weitere Umstrukturierungen.
Mit Einnahme der Zielstruktur 2020 wurde eine erneute Umstrukturierung vorgenommen, die im Oktober 2017 in der gegenwärtigen Institutsstruktur mündeten.

### Struktur und Aufgabenverteilung
Das Zentrale Institut des Sanitätsdienstes der Bundeswehr München ist eine dem Kommando Sanitätsdienst der Bundeswehr nachgeordnete Untersuchungseinrichtung des Zentralen Sanitätsdienstes der Bundeswehr, die veterinärmedizinische, pharmazeutische und chemische Untersuchungen im Aufgabenbereich des ZSanDstBw für die Streitkräfte und auf Weisung des Bundesministeriums der Verteidigung durchführt, militärische und zivile Dienststellen der Bundeswehr in fachlichen Fragen berät, mit zuständigen Stellen und Sachverständigen des zivilen Bereiches zusammenarbeitet, anwendungsbezogene Sonderforschung nach Weisung durchführt und bei der Umsetzung von Forschungsergebnissen im Aufgabenbereich mitwirkt, Schiedsgutachten und fachliche Stellungnahmen nach Weisung erstellt, militärisches und ziviles Fachpersonal der Bundeswehr aus-, fort- und weiterbildet und die Sanitätstruppe bei Einsätzen und Übungen personell und materiell unterstützt.
Das Institut verteilt sich auf drei Standorte: Garching, Koblenz und Munster.

So befinden sich folgende Anteile in

### Garching

#### Institutsleitung
Der Dienststellenleiter führt das Institut und trifft alle grundlegenden Entscheidungen. Als unmittelbarer Disziplinarvorgesetzter der Offiziere besitzt er die Disziplinarbefugnis Stufe 1. Als nächsthöherer Disziplinarvorgesetzter der Unteroffiziere und Mannschaften besitzt er die Disziplinarbefugnis Stufe 2. Der Institutsleitung unterstehen in allgemein dienstlicher Hinsicht alle Beschäftigten des Institutes, dies entspricht dem gehobenen Management im zivilen Sektor.

#### Stabsgruppe
Sie unterstützt in allen Angelegenheiten der Institutsführung und -organisation. Die Stabsgruppe deckt das breite Spektrum der Führungsgrundgebiete von Angelegenheiten der Personalwirtschaft, sowie der Personalberatung, alle sicherheitsrelevanten Angelegenheiten, Aus-, Fort- und Weiterbildung der Mitarbeiter, Materialbewirtschaftung und EDV ab. Darüber hinaus verfügt die Stabsgruppe über weitere Komponenten wie zentrale Registratur, hauseigene Poststelle, Vorschriftenstelle, Fachbibliothek, Fuhrparkverwaltung, Schreibdienst, sowie die Probenannahme und -verteilung. Der Leiter Stabsgruppe unterstützt die Institutsleitung durch Koordination der Stabsarbeit, gleichzeitig besitzt er als unmittelbarer Vorgesetzter der Unteroffiziere und Mannschaften des ZInstSanBw München die Disziplinarbefugnis Stufe 1.

#### QM, Leistungsmanagement, Kostenrechnung
Die Abteilung ist für die Akkreditierung der Laborleistungen des Instituts durch die Deutsche Akkreditierungsstelle GmbH (DAkkS) zuständig.

#### Abteilung A – Veterinärmedizin
Die Abteilung teilt sich auf in die Laborgruppen Lebensmitteluntersuchung, Mikrobiologie, Nährmedienherstellung, Sterilisation und Entsorgung und Parasitologie/Entomologie/Tierhaltung/Tierbehandlung.
In der Laborgruppe Lebensmitteluntersuchung werden Lebensmittel tierischer Herkunft auf ihre Qualität, Zusammensetzung und die Einhaltung lebensmittelhygienischer und lebensmittelrechtlicher Bestimmungen untersucht.
In der Laborgruppe Mikrobiologie werden Lebensmittel und Trinkwasser mit konventionellen kulturellen und molekularbiologischen Verfahren untersucht. Die Laborgruppe Nährmedienherstellung, Sterilisation und Entsorgung ist für die Produktion, Vorratshaltung, Bereitstellung und Entsorgung von sterilen Nährböden und flüssigen Nährmedien verantwortlich.
In der Laborgruppe Parasitologie/Entomologie/Tierhaltung/Tierbehandlung werden Diensttiere tierärztlich versorgt und gehalten. Das Institut hält Schafe als regelmäßige Blutspender für die Nährmedienherstellung (Blutagar).

#### Abteilung B – Lebensmittel-/Ökochemie
Die chemische Überprüfung der Qualität und der Sicherheit von Lebensmitteln und Trinkwasser für den Bereich der Bundeswehr ist die Hauptaufgabe der Abteilung Lebensmittel-/Ökochemie. Die Lebensmittel werden hinsichtlich Täuschung und vorbeugendem Gesundheitsschutz untersucht. Im vorbeugenden Gesundheitsschutz werden mögliche Gefahren in einem Lebensmittel oder Trinkwasser mit analytischen Methoden festgestellt.
Seit die Bundeswehr als „Armee im Einsatz“ auch weitab der Heimat eingesetzt wird, verfügt der Sanitätsdienst über modular aufgebaute, verlegbare Sanitätseinrichtungen, in denen die Lebensmittelchemischen Laborcontainer ein fester Bestandteil sind. Diese sind mit Analysengeräten ausgestattet und verfügen über eine Auswahl standardisierter Untersuchungsvorschriften. Aufgabe der Abteilung ist es, Personal für den Einsatz in diesen Labors zu schulen und in Übung zu halten, die etablierten Untersuchungsmethoden und die Qualität der Untersuchungen auf einem akzeptablen Niveau zu halten, bei Bedarf neue Methoden zu entwickeln und die Einsatzlaboratorien beratend und bei Materialproblemen zu unterstützen.
Radioaktive Stoffe können plötzlich und unvorhergesehen durch Unglücksfälle wie in Tschernobyl, durch den Einsatz von Kernwaffen oder auf anderem Wege freigesetzt werden und in der Folge in unser Trinkwasser und in Lebensmittel gelangen. In der Laborgruppe Radiochemie / Kernstrahlenmesstechnik werden Trinkwasser und Lebensmittel deshalb auf ihren Gehalt an radioaktiven Stoffen untersucht.

#### Abteilung C – Pharmazie
Seit 2004 wurde die Untersuchung von Arzneimitteln und Medizinprodukten im Münchner Institut zentralisiert. Damit nimmt die Abteilung C Pharmazie für die Bundeswehr alle Aufgaben wahr, die sich mit der Untersuchung und Begutachtung von Arzneimitteln und Medizinprodukten sowie der anwendungsbezogenen pharmazeutischen Forschung und Entwicklung beschäftigen. Die Untersuchung von Arzneimitteln, die im Auslandseinsatz verwendet werden sollen, ist von besonderer Bedeutung, da insbesondere zu Beginn eines Einsatzes im Einzelfall schwierige Transport- und Lagersituationen entstehen können, die unter besonderen klimatischen Bedingungen (extreme Kälte/Hitze, hohe Luftfeuchtigkeit) zu nachteiligen Veränderungen der Arzneimittel und damit zu Beeinträchtigungen der Arzneimittelsicherheit führen können; um trotzdem wirksame und unbedenkliche Arzneimittel zur Verfügung stellen zu können, werden deshalb anlassbezogene Prüfungen und Bewertungen durchgeführt.
In der Christoph-Probst-Kaserne befinden sich zudem die

#### Abteilung XXI Mikrobiologie des Bundeswehrkrankenhauses Ulm
untergebracht. Diese führt zentral mikrobiologische Untersuchungen für das Bundeswehrkrankenhaus Ulm durch.
Insgesamt sind auf dem Gelände des Garchinger Instituts etwa 125 Soldaten und 50 zivile Mitarbeiter tätig.
Dem Institut zugehörig ist darüber hinaus eine Außenstelle in Koblenz.

### Außenstelle Koblenz
Die Außenstelle besteht aus folgenden Anteilen:

#### Leitung Außenstelle
Die Außenstelle wird durch einen Oberstapotheker geleitet, dieser ist dem Institutsleiter unterstellt. Ihm obliegt die organisatorische Führung der Außenstelle.

#### Abteilung A – Veterinärmedizin
Am Standort befindet sich die Laborgruppe Veterinärmedizinische Lebensmittel- und Trinkwasseruntersuchung.

#### Abteilung B – Lebensmittel-/Ökochemie
Als Anteil dieser Abteilung befindet sich die Laborgruppe Chemische Lebensmittel-, Bedarfsgegenstände- und Trinkwasseruntersuchung in Koblenz.
Eine weitere Komponente des zentralen Instituts befindet sich in Munster.

### Munster

#### Abteilung B – Lebensmittel-/Ökochemie
Infolge ihrer fachlichen Zuständigkeit ist die Laborgruppe Chemie der Gifte, Kampfstoffanalytik direkt an das Wehrwissenschaftliche Institut für Schutztechnologien – ABC-Schutz (WIS) Munster angebunden.